# Kup Republike Srpske
La Coppa della Repubblica Serba di calcio (in serbo Kуп Peпубликe Cpпcкe?, Kup Republike Srpske) è la seconda coppa per importanza che si disputa annualmente nella Repubblica Serba di Bosnia ed Erzegovina (la principale è la Kup Bosne i Hercegovine, cui partecipano anche le squadre della Federazione di Bosnia ed Erzegovina).
È gestita dalla Federazione calcistica della Repubblica Serba (FSRS) e le migliori 8 squadre si qualificano per la coppa nazionale.

## Formula
Fino al 2002 la Kup Republike Srpske fu il principale torneo di coppa della Repubblica Serba di Bosnia ed Erzegovina. Dopo tale data la federazione calcistica della Repubblica Serba diviene parte della federazione calcistica della Bosnia ed Erzegovina, quindi la coppa funge anche (dalla stagione 2000–01) da qualificazione per la Kup Bosne i Hercegovine.
Ai sedicesimi di finale sono ammesse direttamente le squadre serbe della Premijer Liga Bosne i Hercegovine (la massima divisione della BiH) e tutte quelle di Prva liga Republike Srpske (la seconda divisione, solo per squadre serbe). A completare i ranghi vi sono le squadre minori che hanno superato i turni preliminari.
Tutto il torneo è ad eliminazione diretta: sedicesimi, ottavi e quarti di finale sono a gara singola mentre le semifinali ad andata e ritorno. Per le finali si decide volta per volta.

## Albo d'oro
| Stagione | Vincitore        | Risultato             | Secondo               |
| -------- | ---------------- | --------------------- | --------------------- |
| 1993–94  | Kozara           | 0 – 0 (7-6 dtr)       | Sloga Doboj           |
| 1994–95  | Borac Banja Luka | 2 – 2 3 – 2           | Rudar Prijedor        |
| 1995–96  | Borac Banja Luka | 1 – 0 1 – 2 (gfc)     | Jedinstvo Brčko       |
| 1996–97  | Sloga Trn        | 1 – 0                 | Sarajevo Pale         |
| 1997–98  | Rudar Ugljevik   | 0 – 0 (4-2 dtr)       | Boksit Milići         |
| 1998–99  | Rudar Ugljevik   | 0 – 0 (4-3 dtr)       | Sloga Trn             |
| 1999–00  | Kozara           | 1 – 0                 | Sloboda Novi Grad     |
| 2000–01  | Kozara           | 3 – 0                 | Boksit Milići         |
| 2001–02  | Leotar           | 2 – 1                 | Kozara                |
| 2002–03  | Jedinstvo Brčko  | 1 – 0                 | Modriča               |
| 2003–04  | Leotar           | 0 – 0 (6-5 dtr)       | Modriča               |
| 2004–05  | Jedinstvo Brčko  | 3 – 2                 | Sloga Doboj           |
| 2005–06  | Slavija          | 3 – 2                 | Rudar Prijedor        |
| 2006–07  | Modriča          | 2 – 1                 | Radnik Bijeljina      |
| 2007–08  | Slavija          | 3 – 2                 | Borac Banja Luka      |
| 2008–09  | Borac Banja Luka | 4 – 0                 | Radnik Bijeljina      |
| 2009–10  | Radnik Bijeljina | 1 – 0 1 – 2 (gfc)     | Kozara                |
| 2010–11  | Borac Banja Luka | 2 – 0                 | Radnik Bijeljina      |
| 2011–12  | Borac Banja Luka | 0 – 0 (3-1 dtr)       | Sloboda Mrkonjić Grad |
| 2012–13  | Radnik Bijeljina | 0 – 1 1 – 0 (4-2 dtr) | Borac Banja Luka      |
| 2013–14  | Radnik Bijeljina | 0 – 0 (5-3 dtr)       | Rudar Prijedor        |
| 2014–15  | Rudar Prijedor   | 2 – 1 2 – 0           | Krupa                 |
| 2015–16  | Radnik Bijeljina | 3 – 2                 | Sloboda Novi Grad     |
| 2016–17  | Radnik Bijeljina | 2 – 0 2 – 1           | Leotar                |
| 2017–18  | Radnik Bijeljina | 1 – 1 (6-5 dtr)       | Krupa                 |
| 2018–19  |                  |                       |                       |

## Titoli per squadra
| Club                  | Vittorie | Stagioni vittoriose                | Secondo posto | Stagioni al secondo posto |
| --------------------- | -------- | ---------------------------------- | ------------- | ------------------------- |
| Radnik Bijeljina      | 6        | 2010, 2013, 2014, 2016, 2017, 2018 | 3             | 2007, 2009, 2011          |
| Borac Banja Luka      | 5        | 1995, 1996, 2009, 2011, 2012       | 2             | 2008, 2013                |
| Kozara                | 3        | 1994, 2000, 2001                   | 2             | 2002, 2010                |
| Leotar                | 2        | 2002, 2004                         | 1             | 2017                      |
| Jedinstvo Brčko       | 2        | 2003, 2005                         | 1             | 1996                      |
| Rudar Ugljevik        | 2        | 1998, 1999                         | 0             | —                         |
| Slavija               | 2        | 2006, 2008                         | 0             | —                         |
| Rudar Prijedor        | 1        | 2015                               | 3             | 1995, 2006, 2014          |
| Modriča               | 1        | 2007                               | 2             | 2003, 2004                |
| Sloga Trn             | 1        | 1997                               | 1             | 1999                      |
| Boksit Milići         | 0        | —                                  | 2             | 1998, 2001                |
| Sloga Doboj           | 0        | —                                  | 2             | 1994, 2005                |
| Sloboda Novi Grad     | 0        | —                                  | 2             | 2000, 2016                |
| Krupa                 | 0        | —                                  | 2             | 2015, 2018                |
| Sarajevo Pale         | 0        | —                                  | 1             | 1997                      |
| Sloboda Mrkonjić Grad | 0        | —                                  | 1             | 2012                      |